# Altheim (Biberachi járás)
Altheim település Németországban, azon belül Baden-Württembergben. Lakosainak száma 2134 fő (2023. december 31.).

## Népesség
A település népessége az elmúlt években az alábbi módon változott:
| Lakosok száma | 1623 | 2112 | 2135 | 2111 | 2108 | 2101 | 2134 |
|               | 1975 | 2014 | 2017 | 2019 | 2021 | 2022 | 2023 |